# Списък на японските танкове
- Тип 1 „Chi-He“
- Тип 2 „Ka-Mi“
- Тип 2 „Ke-To“
- Тип 3 „Ka-Chi“
- Тип 3 „Ke-Ri“
- Тип 3 „Chi-Nu“
- Тип 4 „Ke-Nu“
- Тип 4 „Chi-Ro“
- Тип 5 „Chi-Ri“
- Тип 5 „Ke-Ho“
- Тип 5 „To-Ku“
- Тип 89 „Otsu“
- Тип 95 „Ha-Go“
- Тип 97 „Te-Ke“
- Тип 97 „Chi-Ha“